# Masacrul de la Beliș
Masacrul de la Beliș a fost un eveniment petrecut la data de 8 noiembrie 1918 pe moșia baronului János Urmánczy, în zona comunei Beliș din districtul Huedin al comitatului Cluj. În cursul acestuia, între 41 și 50 de civili – în majoritate de etnie română – au fost uciși de către o unitate de militari înarmați aflată sub comanda căpitanului k.u.k. Antoniu Dietrich. Această unitate a fost formată cu aprobarea ministrului de război al Ungariei, fără ca acesta însă să cunoască scopul ei real, la inițiativa și cu sprijinul deputatului Nándor Urmánczy. Militarii unității i-au împușcat pe locuitorii din zonă în virtutea stării de asediu, deși aceasta nu fusese proclamată.

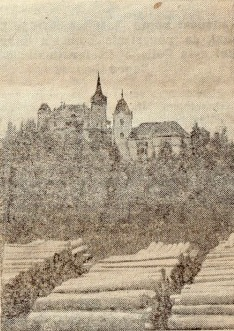
Castelul Urmánczy, capela acestuia și o parte a depozitului de bușteni de pe terenul fabricii.

Punctul de pornire al acestui eveniment l-a reprezentat devastarea exploatării locale forestiere Urmánczy, sub imperiul situației revoluționare, de către prizonieri de război ai armatei austro-ungare care lucrau la întreprinderea forestieră locală. Ca efect, fratele proprietarului a însărcinat detașamentul trimis la Beliș să restabilească ordinea pe plan local și să-i pedepsească pe locuitorii zonei, considerați în mod eronat ca fiind principalii vinovați. O parte dintre trupurile victimelor au fost arse din dispoziția ofițerului comandant al detașamentului pe jăratecul rămas de la o clădire căreia i se dăduse foc. În cele două zile care au urmat detașamentul Dietrich a făcut incursiuni în comunele învecinate, iar în restul perioadei de aproximativ două săptămâni în care a mai rămas în zonă a continuat cu alte acțiuni de forță pe plan local.
Printre autorii principali ai celor întâmplate s-au aflat și locotenentul Cseresznyĕs de la jandarmeria locală din Huedin, precum și directorul întreprinderii forestiere din Beliș, Francisc Biró. Primul dintre aceștia a sprijinit în mod activ acțiunile detașamentului militar, iar ultimul s-a implicat atât în aducerea detașamentului, cât și în conducerea unor membri ai gărzilor naționale maghiare locale care au contribuit la masacru.
Anchetatorii, istoricii și analiștii care au studiat evenimentul nu au ajuns la un consens referitor la numărul de civili morți în urma evenimentelor petrecute. Doar 41 de victime au fost precis identificate, estimările ulterioare indicând cifra de circa 50 de decedați.
Impactul masacrului a fost semnificativ, în sens negativ, asupra tratativelor care se desfășurau în acel moment la Arad între Consiliul Național Român Central și Oszkár Jászi, venit în calitate de ministru al naționalităților din noul stat ungar pentru a negocia menținerea Transilvaniei în cadrul frontierelor ungare. Cazul respectiv a constituit astfel unul dintre motivele pentru care acestea au eșuat.
O broșură publicată în anul 1932 de avocatul și ziaristul fost voluntar dr. Aurel Gociman – care reprezintă singurul studiu documentat consacrat tragediei -, un monument care există la Beliș, precum și filmul Capcana mercenarilor – regizat de Sergiu Nicolaescu amintesc de cele petrecute.

## Context

### General
În toamna și iarna anului 1918 au avut loc evenimente violente în Transilvania și Banat pe fondul prăbușirii fronturilor, al lipsurilor de tot felul cu care era asociat războiul, al nemulțumirilor și al frustrărilor existente, al dezagregării monarhiei și armatei austro-ungare, precum și al gripei spaniole, evenimente pe care memoria colectivă le-a catalogat drept revoluție. În prima fază manifestările populare, care au început în luna octombrie și au continuat pe tot parcursul lunii noiembrie, s-au desfășurat pe fondul vidului de putere determinat de disoluția structurii de stat austro-ungare și au fost caracterizate de violență, anarhie, jafuri și crime.
Odată cu izbucnirea revoluției, revenirea soldaților abrutizați și radicalizați de pe front a condus la manifestări revoluționare violente, specifice violenței populare tradiționale. Datorită fenomenului de contagiune mentală, evenimentele petrecute s-au desfășurat destul de asemănător de la o regiune sau localitate la alta. Scenariul a fost asemănător, fiind vorba în esență despre un conflict al populației cu autoritățile locale și cu toți îmbogățiții satelor, de la moșieri la țărani înstăriți. Târgurile au reprezentat, de asemenea, unele dintre principalele zone în care s-au declanșat jafurile.
Au fost astfel subiect al violenței simbolurile imperiale, bunurile rechiziționate pentru armată – care au fost recuperate, depozitele de alimente, precum și marile proprietăți funciare atât maghiare, cât și românești, împreună cu conacele aflate pe acestea. Victimele au fost reprezentate în primul rând de notari (și în unele cazuri de învățători, ambele categorii profesionale fiind anterior implicate în derularea procedurilor de rechiziție), de jandarmi și de mari proprietari.
Atacarea conacelor și moșiilor nobiliare a fost asociată cu jefuirea și devastarea acestora, precum și cu umilirea publică a proprietarilor de către populația revoltată. Comportamentul violent al populației a convers spre zona unei haiducii moderne, autojustificate atât prin penuria alimentară din satele românești, cât și prin sentimentul forțării unui timp al echității sociale. Atacurile, devastările, jafurile și crimele au fost însoțite de distrugerea actelor de arhivă și de instalarea în primul rând al acțiunilor respective a unor elemente oportuniste de la marginea societății, precum și uneori de practici impregnate de nesiguranță și superstiție, care aminteau de perioada medievală.
Puseul de violența populară a început să se atenueze la începutul lunii noiembrie 1918 și a fost stopat odată cu apariția Consiliilor Naționale românești. Acestea au înlocuit sau și-au subordonat vechea organizare politică, în calitate de adevărate organe ale puterii de stat, și și-au adus contribuția la bunul mers al vieții, la aprovizionarea populației, la asigurarea comunicațiilor, a siguranței publice și a bunurilor cetățenilor.

### Local
Așezarea geografică a Belișului permitea exploatarea facilă a pădurilor. Pământul din acea zonă, care se afla în proprietatea baronului János Urmánczy, avea în 1918 o suprafață de aproximativ 28.000 de iugăre (16.170 de hectare), fiind ocupat în cea mai mare parte cu păduri de brad. La exploatările forestiere de aici, precum și la fabrica de cherestea construită de János Urmánczy în sat, lucrau atât locuitorii comunelor din zonă, cât și câteva sute de prizonieri de război ai armatei austro-ungare: sârbi, italieni și ruși. În sat moșierul construise, de asemenea, un castel falnic și o biserică catolică care avea destinația de capelă a familiei.
Situația sătenilor s-a înrăutățit în timpul războiului, agravându-se mult la sfârșitul marii conflagrații, pe fondul prăbușirii economice și dezastrului militar. Prizonierii de război – cazați în barăci – erau forțați să lucreze în condiții deosebit de dificile, care le-au provocat acestora mari nemulțumiri.
La începutul lunii noiembrie a anului 1918 se aflau la dispoziția lui János Urmánczy 30 de jandarmi și alți militari care îi protejau avutul. În satul apropiat Mănășturul Unguresc au avut loc în 2 noiembrie câteva incidente provocate de soldații reîntorși de pe front și nemulțumiți de situația actuală. Jandarmii aflați sub comanda locotenentului Cseresznyĕs au încercat să intervină în zilele de 3 și 4 noiembrie 1918 pentru a reinstaura ordinea, iar la 4 noiembrie locotenentul a declarat starea de asediu în comună; în seara aceleiași zile populația s-a revoltat împotriva acestei măsuri, iar jandarmii au fost nevoiți să se retragă.
După izbucnirea Revoluției Crizantemelor, proprietarul moșiei a plecat protejat de jandarmi de la Beliș la Huedin de unde a telefonat fratelui său, Nándor Urmánczy, pentru a-i cere ajutor. De aici, văzând că populația manifestă sentimente foarte ostile și că ajutorul nu mai vine, a plecat în 3 noiembrie 1918 cu trenul către Budapesta.
Trei zile mai târziu, în 6 noiembrie 1918, prizonierii de război care lucrau la exploatarea forestieră din Beliș au întrerupt munca și au cerut conducerii întreprinderii să fie lăsați să plece acasă și să li se dea alimente pentru drum. Fiind refuzați, ei luat cu asalt magazia de alimente pentru a se aproviziona și l-au omorât pe magaziner. De asemenea, au dat foc întreprinderii și depozitului de cherestea al acesteia și au jefuit castelul Urmánczy, părăsind zona până a doua zi. În timpul devastărilor au mai asasinat pe alți doi angajați ai întreprinderii, precum și pe șachterul evreu din comuna Beliș.

Conform ziaristului Aurel Gociman, urmând prizonierilor de război, țărănimea înfuriată a pătruns la rândul ei în castelul Urmánczy și 
„a răscolit totul până la ultimul capăt de cui, luând cu sine lucrurile”
, din care doar o mică parte au putut fi ulterior recuperate de un detașament militar. Conform istoricului Mihai-Octavian Groza, locuitorii satului Beliș au participat și ei la devastarea depozitului de cherestea. Bărbierul Ernest Tauffer din comuna Beliș și familia lui - care au fost martori ai evenimentelor - au fost condamnați la moarte de jefuitori. Execuția lor nu a mai avut loc ca urmare a sosirii ulterioare la Beliș a respectivului detașament (Dietrich). De asemenea, locuitorii români și maghiari ai satului învecinat Mănășturul Unguresc au hotărât să-și care fiecare scânduri de la gaterul firmei situat la Dâmbul Negri, gater care fusese părăsit de lucrători.
În acest timp Nándor Urmánczy, care se afla la Budapesta, a fost informat prin telefon de cele întâmplate de către jandarmii locali și a încercat să-și ajute fratele, încercând să facă tot ce-i stătea în putință ca guvernul ungar să trimită în zonă forțe militare de la Cluj sau de la Oradea. Încercarea lui nu a avut însă succes.

## Pregătiri
Fostele autorități politico-administrative austro-ungare au răspuns violenței populare cu agresivitate. Astfel, după ce jandarmii au anunțat familia Urmánczy despre incidentele soldate cu distrugeri și i-au învinuit pe locuitorii satului Beliș pentru incendiu și jafuri, a fost plănuită o expediție de pedepsire a localnicilor. A fost organizat în consecință un detașament militar la intervenția deputatului Nándor Urmánczy, cu știința și cu aprobarea ministrului de război al Ungariei.
În ziarul Pesti Hírlap din capitala Ungariei au fost publicate anunțuri, prin care erau căutați militari dispuși să meargă la Beliș. Constituirea detașamentului a avut loc la Budapesta, în cazarma de pe strada Falk Miksa, unde voluntarii au fost înzestrați cu armament și au primit alimente și echipament militar de la Ministerul de Război. Membrii detașamentului proveneau în mare parte din Regimentul 1 Infanterie Honvezi din Budapesta, iar cei mai înalți în grad erau căpitanul k.u.k. de vânători Antoniu Dietrich[B] și căpitanul de artilerie Körössy; cel de-al doilea ofițer menționat făcuse parte anterior din Regimentul 16 Artilerie Honvezi din orașul Györ. Comanda unității i-a revenit căpitanului Antoniu Dietrich.
În mod formal, conform ordinului Ministerului de Război al Ungariei, misiunea detașamentului era de a organiza o gardă națională la Huedin. În fapt, militarii au fost trimiși la Beliș „să facă ordine”, iar cursul evenimentelor a transformat „ordinea” care trebuia instaurată de detașamentul militar într-o adevărată baie de sânge. Astfel, nu a fost menționată nicio misiune la Huedin în timpul tratativelor duse cu militarii angajați de Nándor Urmánczy, conform celor publicate mai înainte în presa din Budapesta, deși ordinul respectiv fusese obținut de un sublocotenent de la Ministerul de Război, la intervenția deputatului Urmánczy, tocmai cu specificația oficială referitoare la organizarea unei gărzi naționale la Huedin.
Valoarea soldei promise voluntarilor a fost identică cu cea a membrilor gărzilor naționale. Cu excepția soldei de 30 de coroane pe zi, care urma să fie plătită de societatea forestieră, restul cheltuielilor urmau să fie suportate direct din banii familiei Urmánczy.

## Desfășurarea evenimentelor

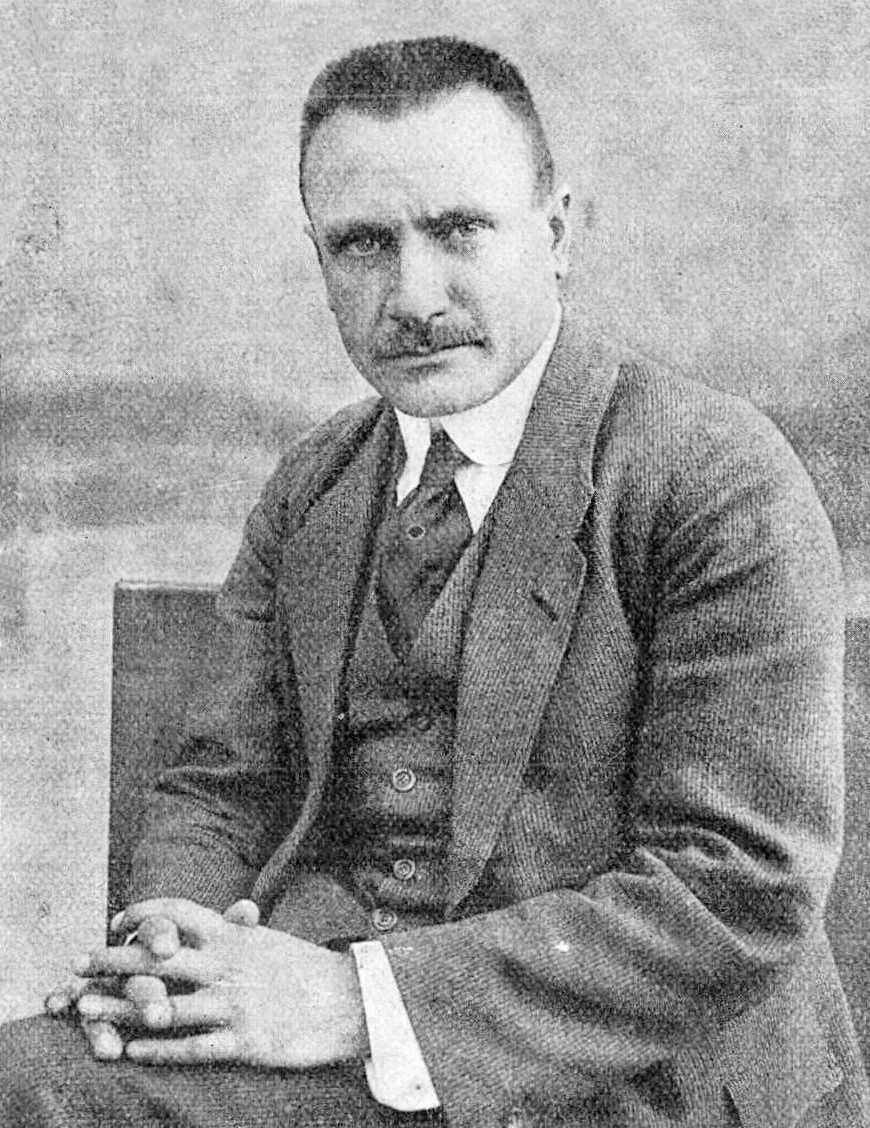
În calitate de ministru al comerțului, Ernő Garami a pus un tren special la dispoziția trupei angajate de Urmánczy.

### Sosirea detașamentului
În 8 noiembrie 1918[C] militarii conduși de căpitanul Dietrich au sosit la Huedin, venind de la Budapesta cu un tren special pus la dispoziție de ministrul comerțului, Ernő Garami, și s-au deplasat la Beliș, contrar ordinului oficial. Trenul era format din trei vagoane pentru persoane și aproximativ cinci vagoane de marfă și s-a oprit la Călățele, de unde s-au întors numai o parte din vagoane. În tren s-au aflat 84 de militari[D] înarmați cu armament individual, precum și cu șase mitraliere. În aceeași zi, cei doi frați Urmánczy s-au întâlnit la Huedin.
În studiul său despre cele petrecute la Beliș, Aurel Gociman a consemnat și mărturia autentificată a unui țăran din Bologa, luat drept călăuză, care a afirmat că în drum spre Huedin militarii unguri au tras cu mitralierele într-un grup de țărani aflați în fața carierei de la Morlaca.

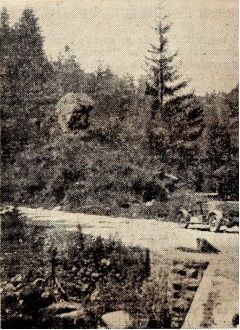
Drumul spre Beliș

Odată debarcați, voluntarii militari s-au împărțit în două grupuri. O parte dintre militarii au constituit un detașament care a rămas la Călățele, împreună cu locotenentul Alexandru Kún și cu doi sublocotenenți. Potrivit celor afirmate de locotenentul Kún, acest detașament a preluat la Călățele șase arestați români de la locotenentul de jandarmi Cseresznyĕs, cu ordinul de a-i împușca. Cseresznyěs și-ar fi exprimat explicit, în particular, intențiile de exterminare și a altor români. Câțiva soldați comandați de caporalul Budai i-au escortat pe cei șase arestați aflați în lanțuri la jandarmeria din Huedin, de unde ulterior au fost eliberați.
Celălalt grup și-a continuat drumul după coborârea din tren, fiind dispus pe teren în linie de tragere. Mitralierele au fost cărate pe umeri. Căpitanul Dietrich a preluat comanda unei părți a liniei, în timp ce căpitanul Körössy a preluat comanda părții opuse. Drept călăuze au servit ofițerii Kolumban și Kovacs.

### Masacrul propriu-zis
| “                                                                                             | În momentul ce am întrebat pe cei din detașament cu ce drept au împușcat acești oameni, ei au răspuns foarte mirați, că ei vin din război, și unde li s'a opus rezistență sau au găsit lume jefuind, au procedat cu arma. Fiind și aici stare de asediu, părerea lor este că au procedat în mod just, sau cel puțin cum li se impunea în împrejurările date. Desigur psihoza războiului nu dispăruse încă din sufletele acestor oameni, care și aici încă se mai credeau pe câmpul de luptă. | ” |
| — Dr. Endre Balász, membru al comisiei mixte din partea Consiliului Național Maghiar din Cluj | |   |

În seara aceleiași zile a ajuns în sat un grup de 60 de militari, din care 14 erau ofițeri, plus locotenentul de jandarmi Cseresznyĕs cu oamenii săi. La momentul respectiv fabrica de cherestea, clădirea direcțiunii și magaziile erau deja arse, iar mobila din castelul Urmánczy fusese luată. Potrivit unor mărturii ulterioare din epoca interbelică unul dintre autorii principali ai masacrului a fost directorul Francisc Biró al întreprinderii forestiere din Beliș, care se refugiase la Huedin după izbucnirea devastărilor. El s-ar fi implicat atât în aducerea detașamentului în sat, cât și în conducerea unor membri ai gărzilor naționale locale, care au contribuit la realizarea masacrului.
Militarii detașamentului i-au împușcat pe locuitorii din zonă în virtutea stării de asediu, deși aceasta nu fusese proclamată, în noaptea de 8 noiembrie. În afară de locuitorii satului Beliș, au mai fost împușcați țărani din Mănășturul Unguresc și Ardeova care au fost surprinși încărcând carele cu scânduri de la gaterul firmei din Dâmbul Negri. La masacru au participat activ și membri ai gărzilor naționale locale maghiare, aflați sub conducerea lui Francisc Biró.[E]
| “                                                                                             | De altfel impresia mea despre el [căpitanul Dietrich - n.n.] este că, era un om împins în vâltoarea evenimentelor, intenționând să stăvilească mișcările revoluționare – fără rea voință, cu mijloace rigide de război. | ” |
| — Dr. Jenő Kertész, membru al comisiei mixte din partea Consiliului Național Maghiar din Cluj | |   |

Mercenarii au jefuit și au batjocorit cadavrele, care au fost ulterior arse la ordinul căpitanului Dietrich.[F] Trei țărani din comună au fost sechestrați și trimiși cu un car cu boi pentru a aduna cadavrele. Ulterior, unul dintre aceștia a fost forțat prin amenințare cu moartea să le arunce în jăraticul rămas de la arderea depozitului[G] situat lângă drumul ce duce spre Mărișel. Un total de 25 de cadavre – dintre care 5 au fost de sex feminin[H] – au fost astfel arse.
În timpul evenimentelor, doi dintre militarii detașamentului au fost grav răniți.
Venit în același tren care adusese detașamentul de militari maghiari, potrivit istoricului Olivér Fráter, Nándor Urmánczy a rămas în timpul masacrului în castelul de la Beliș, încercând timp de trei zile să adune actele fratelui său și să le așeze în ordine.

### Evoluția ulterioară

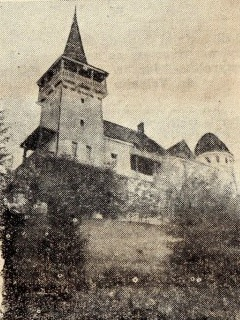
Patru mitraliere au fost așezate în patru direcții, în turnul castelului Urmánczy.

Militarii detașamentului Dietrich, împreună cu jandarmii, s-au instalat în castelul Urmánczy și au jefuit ulterior locuințele sătenilor. În zilele de 9-10 noiembrie 1918 au făcut incursiuni în comunele Mărișelu și Râșca din vecinătatea Belișului. Ei au rechiziționat animale și au comis violuri. Conform celor precizate de Augustin Pordea, delegatul Consiliului Național Român de la Cluj, în duminica următoare militarii au dat un ultimatum locuitorilor din comunele învecinate, spunându-le că-i vor trage cu mitralierele în ei, dacă lucrurile furate nu se vor găsi. Ca atare circulația oamenilor a încetat complet în regiune, iar țăranii s-au refugiat în păduri. De asemenea, militarii detașamentul de pedepsire au aplicat în mod repetat fiecărui țăran cercetat câte 25 de lovituri de bâtă, în timpul cercetărilor făcute pentru găsirea lucrurilor furate.
Conform spuselor locotenentului Alexandru Kún, care nu era atât de șovin precum cei plecați la Beliș, detașamentul rămas la Călățele a raportat imediat maiorului de stat major Ujhelyi de la Cluj atrocitățile comise de detașamentul plecat spre Beliș și a primit ordinul de a-l aresta și a-l transporta la Cluj pe locotenentul de jandarmi Cseresznyěs. Aflând acestea, căpitanul Dietrich i-a amenințat cu represalii pe cei din capitala Transilvaniei.
În 14 noiembrie detașamentul maghiar plecat la Beliș se afla încă acolo. Conform celor declarate comisiei mixte de anchetă româno-ungare de către căpitanul Dietrich, el avea misiunea de a rămâne acolo până când ar fi fost adunate toate obiectele furate de pe proprietatea Urmánczy, urmând apoi să le transporte la Călățele. Potrivit afirmațiilor lui Dietrich, locuitorii restituiau la acea dată în mod pașnic obiectele sustrase. Cu toate acestea, doar o mică parte din obiecte au fost recuperate de detașamentul militar până la venirea comisiei de anchetă. De asemenea, soldele promise militarilor încă nu fuseseră plătite la acel moment.
Detașamentul a stat la Beliș aproximativ două săptămâni. În această perioadă, membrii săi au făcut incursiuni frecvente în special la Giurcuța de Jos și Giurcuța de Sus, unde i-au terorizat pe locuitori și le-au confiscat bani, obiecte de mobilier sau animale. Astfel aprovizionați, voluntarii plecau în fiecare zi spre Huedin cu obiecte de inventar, fără a se mai întoarce, continuându-și de acolo drumul spre Ungaria. Conform declarației autentificate ulterioare a unui sătean, au mai fost împușcați alți doi țărani după plecarea comisiei mixte de anchetă.
Pierzând din efective datorită dezertărilor, detașamentul din Beliș s-a retras la Călățele atunci când efectivul său a ajuns la 48 de membri. Militarii retrași au pretins aici un tren special, care a fost încărcat cu mobilier, covoare și alte obiecte sustrase din gospodăriile țăranilor. În același tren s-au îmbarcat militarii rămași din detașament și apoi garnitura feroviară respectivă s-a îndreptat către Budapesta.
După ce militarii detașamentului Dietrich s-au retras din castelul Urmánczy, detașamentul maghiar din Călățele – constituit din 25 de soldați, mai mulți voluntari, subofițeri și doi sublocotenenți – a intrat la începutul lui decembrie în Beliș.

### Epilogul
La 10 decembrie a venit la Beliș un detașament al Gărzii Naționale clujene, format din 20 de soldați comandați de ofițerul Zăgrean, care fusese detașat de către Consiliul Național Român din Cluj cu misiunea de a-i apăra pe locuitorii din zonă de un nou măcel. Militarii români au îngropat mai multe cadavre găsite în pădurea prin care trece drumul spre Mărișel. Ca urmare a faptului că detașamentul românesc era inferior numeric militarilor și jandarmilor maghiari instalați în castelul Urmánczy, gardiștii români au staționat aproximativ o săptămână la fabrica de cherestea din Călățele, până când efectivul detașamentului s-a mărit prin venirea unor voluntari, cu precădere din comuna Mărgău.
În momentul în care trupa de români din Călățele a ajuns la 70 de membri, deși aceștia erau slab înarmați, ofițerul Zăgrean a ordonat deplasarea trupei către Beliș între 10 și 15 decembrie 1918 și a intrat în sat în frunte cu drapelul românesc. Detașamentul militar român s-a instalat în sat fără ca militarii maghiari să opună rezistență. Din acest moment jafurile acestora au încetat, iar dezertările militarilor maghiari au început să fie zilnice. După câteva zile Cseresznyěs s-a retras, împreună cu jandarmii săi, la Huedin, lăsând numai un post de 7 jandarmi la Călățele. În castelul Urmánczy a rămas astfel un efectiv maghiar de maxim 30 de oameni, aflați sub comanda locotenentului Alexandru Kún. Prin mijlocirea șefului fabricii din Călățele, militarii români s-au instalat și ei în castelul Urmánczy, urmând să mențină ordinea în sat împreună cu militarii maghiari.
Pe fondul indisciplinei trupei maghiare, precum și a jafurilor și a maltratărilor pe care militarii rămași au continuat să le facă uneori, militarii maghiari au fost amenințați cu răspunderea penală și au dezertat treptat. Cei șapte militari maghiari rămași au plecat și ei, în cele din urmă, din cauza situației nesigure: efectivul militar român ajunsese să fie de zece ori mai mare decât efectivul militar maghiar. La plecarea acestora, gardiștii români le-au reținut armamentul provenit din inventarul fostului stat austro-ungar, inclusiv două mitraliere care aparțineau detașamentului de jandarmi.
Aflat la Huedin, Cseresznyěs a început să amenințe că se va întoarce în sat în forță dacă nu i se vor restitui mitralierele, astfel că, sprijiniți de civilii din zonă, gardiștii lui Zăgrean au trebuit să asigure paza arealului. Zăgrean și-a retras trupa de la Călățele pentru a-i induce în eroare pe jandarmii maghiari, dar a revenit într-o noapte în forță cu 20 de soldați, ocupând postul de jandarmi de acolo și dezarmându-i pe maghiari.

## Ancheta

### Demersurile
Originar din partea locului, căpitanul român Emil Șiancu fusese desemnat de către consiliul național român din Cluj să organizeze la Huedin garda națională. Revenit din Cluj, acesta la data de 9 noiembrie a aflat de la țărani cele întâmplate. Apreciind că forțele pe care de abia începuse să le organizeze sunt insuficiente pentru a face față detașamentului Dietrich, acesta s-a întors imediat în capitala Transilvaniei pentru a cere ajutor de la consiliul român local.
Prima reacție a survenit din partea consiliului național român clujean. Acesta a anunțat la Arad Consiliul Național Român Central, din partea căruia a venit ordinul de a se demara o anchetă. De asemenea, vestea incidentelor de la Beliș a determinat Consiliul Național Maghiar din Cluj să inițieze la rândul său o anchetă care să nu prezinte dubii în privința obiectivității, astfel că pentru aceasta au fost cooptați reprezentanții clujeni ai Senatului Național Român.[I] Pentru aceasta, s-a format o primă comisie mixtă cu reprezentați ai ambelor organisme naționale, care să stabilească faptele care fuseseră comise și să identifice pe cei vinovați. În prima componență a acesteia au intrat din partea maghiarilor maiorul[J] în rezervă Endre Balázs, alături de dr. Jenő Kertész,[K] iar din partea românilor dr. Valentin Poruțiu (decanul de vârstă al comisiei) și dr. Augustin Pordea. Această comisie s-a deplasat la fața locului.
La data de 12 noiembrie 1918, când comisia a efectuat cercetări, cadavrele arse încă fumegau. Membrii români și maghiari ai comisiei au dat dovadă de un real spirit de colaborare, în tot timpul investigațiilor. Cei implicați în comiterea crimelor au fost și ei interogați, dar redactarea unui proces verbal a întâmpinat dificultăți, deoarece ofițerii detașamentului de la Beliș n-au vrut să recunoască nici un fel de consilii naționale. A fost semnat un prim astfel de proces verbal, redactat de dr. Poruțiu și scris mai întâi de Endre Balázs și în continuare de Jenő Kertész chiar la fața locului, act care ar fi fost depus în original de către Endre Balázs câțiva ani mai târziu ca mijloc de probă într-o instanță militară.
Deoarece existau unele neînțelegeri între delegații celor două consilii naționale privitoare la cele petrecute la Beliș, membrii comisiei au fost convocați în data de 14 noiembrie 1918 la primăria din Cluj sub conducerea a doi judecători, unul maghiar și altul român, pentru restabilirea faptelor și încheierea unui alt proces verbal. Odată întrunită, cea de-a doua comisie - constituită din Emil Grandpierre,[L] dr. Endre Balász și dr. Jenö Kertész din partea maghiarilor, iar din partea românilor de dr. Emil Hațieganu[M] și căpitanul dr. Valentin Poruțiu - a întocmit un proces verbal asupra celor întâmplate. Actul a fost redactat în limba maghiară și la data de 14 noiembrie 1918 a fost semnat de comun acord de către membrii comisiei, consemnând informațiile obținute până la acel moment.[N]
Procesul verbal în cauză, dat fiind că la vremea respectivă sătenii erau fugiți prin păduri, a fost întocmit în mod unilateral – fără ascultarea acestora, respectiv a ambelor părți. Este de remarcat că actul nu a reținut nimic privitor la prizonierii de război și la dezordinile provocate de aceștia, iar comisia mixtă maghiaro-română nu a avut nimic de declarat privitor la Nándor Urmánczy. Ultima remarcă nu mai este însă valabilă, cu referire la afirmațiile ulterioare ale presei românești sau ale Consiliului Național Român Central.
Întors în grabă la Cluj, Jenö Kertész a cerut tribunalului militar maghiar tragerea la răspundere a celor vinovați. Consiliul Național Maghiar a decis retragerea imediată a jandarmeriei de la Beliș și aducerea locotenentului Cseresznyĕs în fața Curții Marțiale. Un raport telefonic despre cele întâmplate la Beliș a fost transmis de Emil Hațieganu Marelui Sfat Național din Arad, raportul detaliat fiind dat acestuia de către dr. Augustin Pordea, delegatul consiliului național român clujean.
În primăvara anului 1919 au sosit la Beliș pentru a face anchetă un ofițer român și unul francez, ocazie cu care au fost exhumate oase umane provenite de la victimele arse, care au fost apoi împachetate și predate acestora. Tot în primăvara anului 1919 generalul francez Pétin, împreună cu un reprezentant[O] al Consiliului Dirigent, au vizitat Belișul.
Mărturii ulterioare au indicat ca având responsabilitatea pentru uciderea a zece din totalul civililor decedați pe conducătorul gărzilor naționale maghiare locale Biró Francisc, director al întreprinderii forestiere din Beliș. Tot conform respectivelor mărturii, acesta a fost responsabil de arderea unora dintre cadavre.

### Alte opinii

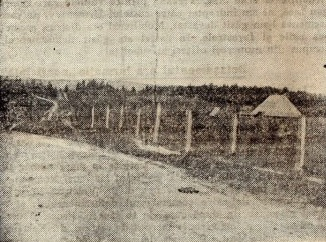
Platoul dealului dinspre Călățele de deasupra comunei Beliș, pe care s-a deplasat spre sat trupa lui Dietrich.

În anul 2011, istoricul Olivér Fráter a reluat teza expusă de presa budapestană a epocii, teză care a afirmat că persoanele ucise nu erau decât niște jefuitori prinși de soldați și predați jandarmilor de către aceștia, iar execuția respectivilor s-a făcut de către jandarmerie conform unei proceduri legale, aflată în conformitate cu legislația acelor timpuri. De asemenea, el a afirmat că detașamentul Dietrich – verificând satele înconjurătoare pentru a recupera inventarul furat din castel și predând pe cei vinovați jandarmilor – nu a făcut decât să aplice legea, iar folosirea armelor de către militari nu s-a făcut decât atunci când au fost atacați de către o bandă.
Din acest punct de vedere, soldații detașamentului au declarat că au fost atacați pe platoul dealului dinspre Călățele, înainte de a coborî spre Beliș, de săteni înarmați. După intrarea în localitate, sătenii care ar fi fost găsiți înarmați sau cu lucruri furate asupra lor, ar fi fost strânși la un loc și împușcați, astfel cum ar fi fost normal din punctul de vedere al soldaților, să se procedeze în război sau în timpul unei stări de asediu.
Pe de altă parte, Fráter a afirmat și că presa română și parțial Consiliul Național Român Central au fost interesate în transformarea un caz care ținea de dreptul penal într-un conflict interetnic, cu scopul de a întări imaginea unei acțiuni concertate împotriva naționalităților în Ungaria acelor timpuri. Mai mult, acesta a susținut că însuși Oszkár Jászi a oferit românilor argumente potrivite pentru a-și susține varianta lor despre evenimente, atunci când a atacat cele petrecute la Beliș prin afirmațiile sale oficiale făcute în calitatea de ministru,

### Numărul și proveniența victimelor
În epocă, ziarul Kolozsvári Hírlap a menționat numărul de 91 de împușcați în ediția sa din 18 noiembrie 1918. Conform cercetărilor făcute de Victor Onișor, care avea responsabilitatea Resortului Internelor în Consiliul Dirigent, numărul deceselor rezultate ca efect al evenimentelor din 8 noiembrie 1918 s-a ridicat însă la un total de 41.
Au încercat ulterior să completeze datele lipsă despre victimele de la Beliș atât Secția Cluj a Uniunii Foștilor Voluntari, cât și avocatul și ziaristul fost voluntar dr. Aurel Gociman. Astfel, Aurel Gociman a opinat în 1932 că numărul real de morți este 45. Învățătorul I. Coroiu din Beliș a avansat în 1938 numărul de 48 de morți, care se apropie de numărul de „circa 50” enunțat în anul 2016 de către istoricul Mihai-Octavian Groza.
Potrivit lui Gociman, morții proveneau din următoarele localități: Beliș, Văleni, Tufeni, Mănăstireni, Mărișel, Morlaca și Arada. Printre cei uciși de militarii lui Dietrich se regăsesc alături de români un etnic maghiar, o etnică romă, precum și două victime cu numele de Francisc Müller și respectiv Bertalan Rosenberg.

## Consecințe
Primele informații despre ce se întâmplase la Beliș au apărut în ziare în ziua de 14 noiembrie 1918.

### Opinii românești
Evenimentele petrecute în acea localitate au produs o mare consternare în rândul etnicilor români din Transilvania, dar au constituit în același timp un imbold pentru organizarea cât mai rapidă a unor gărzi naționale de apărare.
Aceste întâmplări tragice au constituit unul dintre motivele pentru care tratativele de la Arad dintre Consiliul Național Român Central și ministrul naționalităților din noul stat ungar, Oszkár Jászi, venit pentru a negocia menținerea Transilvaniei în cadrul frontierelor ungare, au eșuat. După afirmațiile lui Gociman, evenimentele de la Beliș au contribuit și la obținerea acordului francez pentru avansarea trupelor române către zona Munților Apuseni.

### Opinii maghiare
Guvernul Ungariei a recunoscut tragedia. Acest episod a provocat teama oficialităților de la Budapesta față de consecințele care urmau să aibă impact atât asupra imaginii externe, cât și asupra tratativelor de la Arad. De altfel, după eșuarea negocierilor, Consiliul Național Maghiar de la Cluj a considerat la acel moment că incidentele tragice de la Beliș au contribuit în mod hotărâtor la eșecul tratativelor.
Conform istoricului Olivér Fráter, interpretarea evenimentelor de la Beliș din noiembrie 1918 trebuie făcută totuși prin prisma faptului că a existat un interes artificial al presei occidentale pentru acest eveniment, interes legat de urmărirea unor ținte politice. Pe de altă parte, ar trebui ținut cont că, în timpul negocierilor de la Arad, Consiliul Național Român Central a utilizat tactici de întârziere pentru a beneficia de efectele politicii faptului împlinit,[P] situația negocierilor fiind cu mult depășită în acest context de actualitatea militară și politică. De asemenea, acest consiliu a fost interesat să facă tot posibilul pentru a legitima prezența trupelor române în Transilvania, prezență pe care a încercat să o facă acceptabilă, evidențiind calitatea armatei române de factor de restabilire a ordinii și a siguranței publice.

## In memoriam

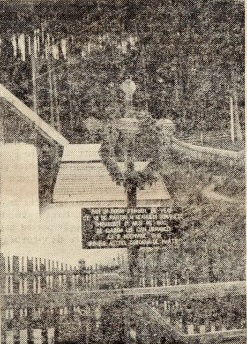
Crucea ridicată la Beliș, în epoca interbelică, pe locul arderii celor 25 de cadavre.

În anul 1920 a fost înălțat la Beliș un prim monument în amintirea victimelor masacrului, căruia în anul 1923, ca urmare a eforturilor ASTREI, i s-a adăugat o troiță de lemn ridicată pe locul unde au ars trupurile celor uciși. Anual au avut loc comemorări pe plan local, până la sfârșitul celui de-Al Doilea Război Mondial. În anul 1938 învățătorul I. Coroiu din Beliș a avut inițiativa ridicării unui nou monument. Pentru aceasta, el a solicitat fonduri din partea Ligii Antirevizioniste Române prin intermediul lui Aurel Gociman, care era la acel moment secretar general al Comitetului Regional al societății respective.
Ridicarea barajului Fântânele pe cursul Someșului Cald a determinat în anii 1970 mutarea amplasamentului satului Beliș din vale pe culmea muntelui. Troița a fost reconstruită astfel lângă biserică. În 1996 a fost înălțat în noul sat un alt monument dedicat celor uciși în anul 1918, care există și astăzi.

Unul dintre afișele filmului Capcana mercenarilor (1981).

În 1932 avocatul și ziaristul dr. Aurel Gociman (fost voluntar) a publicat la Editura „Universul” din București o broșură intitulată Măcelul de la Beliș din 1918: 45 moți împușcați și arși de unguri, care avea ca subiect evenimentele petrecute la Beliș în noiembrie 1918. Broșura a reprezentat singurul studiu documentat dedicat tragediei și fost reeditată la Cluj în 1995, cu titlul Măcelul de la Beliș din 1918 O nouă ediție a fost publicată de Casa Cărții de Știință din Cluj în anul 2018. Conform licențiatului în istorie Tudor Ștefănescu, deși are un caracter științific și este bogat documentat, studiul lui Gociman suferă însă de influența tendințelor istoriografice ale epocii, caracterizate de un naționalism prea puternic pentru a fi caracteristic unei istoriografii mature, poziționat fie ofensiv, fie defensiv în raport cu tendințele revizioniste maghiare. Gociman a publicat totodată o relatare a evenimentelor întâmplate la Beliș într-unul dintre calendarele anuale ale Ligii Antirevizioniste Române.
Ulterior, în România comunistă, evenimentul a fost amintit trecător în monografii ale satului sau în relatările unor săteni care fuseseră martori oculari. Faptele petrecute au inspirat, de asemenea, subiectul filmului românesc Capcana mercenarilor, care a fost regizat de Sergiu Nicolaescu și a avut premiera în anul 1981. Pelicula a relatat evenimentele într-o manieră artistică și romanțată, fără ca acțiunea să respecte adevărul istoric. Astfel, conform criticului D.I. Suchianu, pelicula este „numai neadevăr de la început și până la sfârșit”.